# 주시곡선

주시곡선

주시곡선(走時曲線, travel-time curve)이란 지진이 발생한 뒤 지진파의 전파 거리와 그 시간과의 함수 관계를 나타내는 곡선이다. 이를 이용하면 지구의 내부 구조를 아는 단서를 얻을 수 있다.
주시곡선은 세로축이 전파 시간을, 가로축에 진원거리를 놓아 그린다. 즉 전파 시간에 따른 진원거리의 함수로 표현하는 그래프이다.

## 활용
예를 들어, 지진파의 속도가 낮은 지층(지진파의 속도 v1)이 위에 있고 속도가 높은 지층(지진파의 속도 v2)이 아래에 있는 지역에서 하부 지층으로 굴절하는 지진파는 스넬의 법칙에 따라 입사파에 대해 경계면 쪽으로 더 큰 각도로 굴절한다. 여기서 이 굴절파가 입사각이 커져 특정한 값을 가지게 되면 경계면을 따라 큰 속도로 전파된다. 이런 굴절파를 임계 굴절파 혹은 선두파라고 한다. 위의 지층에서는 진원과 가까운 점에서는 지면을 따라 이동하는 직접파가 더 빠르게 가지만, 점점 거리가 멀어질수록 하부 지층에서 굴절하는 지진파가 더 빠르게 도착하게 된다. 이를 통해 상부 지층과 하부 지층의 경계 깊이를 알 수 있다.
도달 시각과 진앙거리 사이 관계인 주시곡선을 연구하던 도중 1892년 유고슬라비아의 기상학자인 안드리야 모호로비치치가 진앙거리 200 km를 기준으로 속도가 더 빨라지는 지층(현재는 맨틀로 밝혀짐)에서 굴절되어 더 빠른 속도로 전파된 지진파가 진원에서 직선으로 향하는 지진파보다 먼저 도착한다는 사실을 알아냈다. 이렇게 지진파가 급격하게 바뀌는 불연속면을 모호로비치치 불연속면이라고 부른다.

## 같이 보기
- 모호로비치치 불연속면
- 지진파

## 참고 문헌
- 이기화 (2016년 10월 30일).  박상준, 편집. 《모든 사람을 위한 지진 이야기》 1판. 서울: 사이언스북스. ISBN 978-89-8371-730-6.